# سعادى بلدنسيس
سُعادى بَلدَنْسِيس هو نوع من السعادى . مهدها هو جبال الألب.